# Torquay
Torquay [tórki] je přímořské letovisko na jihu Anglie v hrabství Devon, na pobřeží Lamanšského průlivu, hlavní součást souměstí Torbay. Nachází se asi 25 km jižně od Exeteru a 40 km východně od Plymouthu. Roku 2021 mělo 48 563 obyvatel.
Název pochází z kombinace slov tor a quay (břeh). Původně rybářské a zemědělské sídlo se počátkem 19. století stalo moderním letoviskem, velmi oblíbeným ve viktoriánské společnosti. Celé oblasti se začalo přezdívat „Anglická Riviéra“.
Komediální skupina Monty Python ve zdejších lokacích natočila řadu skečů a jejich bizarní zážitky ze zdejšího hotelu Gleneagles inspirovaly Johna Cleese pro napsání seriálu Hotýlek.
Působí zde fotbalový klub Torquay United FC, toho času[kdy?] v 6. anglické lize.

## Rodáci
- Ernest Brown (1881–1962) – politik
- Richard F. Burton (1821–1890) – průzkumník, dobrodruh a polyglot
- Lily Cole (*1987) – modelka a umělkyně
- Peter Cook (1937–1995) – komik
- Roger Deakins (*1949) – kameraman
- Percy Fawcett (1867–1925) – průzkumník a objevitel v Jižní Americe
- Miranda Hart (*1972) – herečka
- Agatha Christie (1890–1976) – autorka detektivek
- Kieffer Moore (*1992) – fotbalista
- Martin Turner (*1947) – rockový hudebník, člen Wishbone Ash
- Ollie Watkins (*1995) – fotbalista

## Galerie

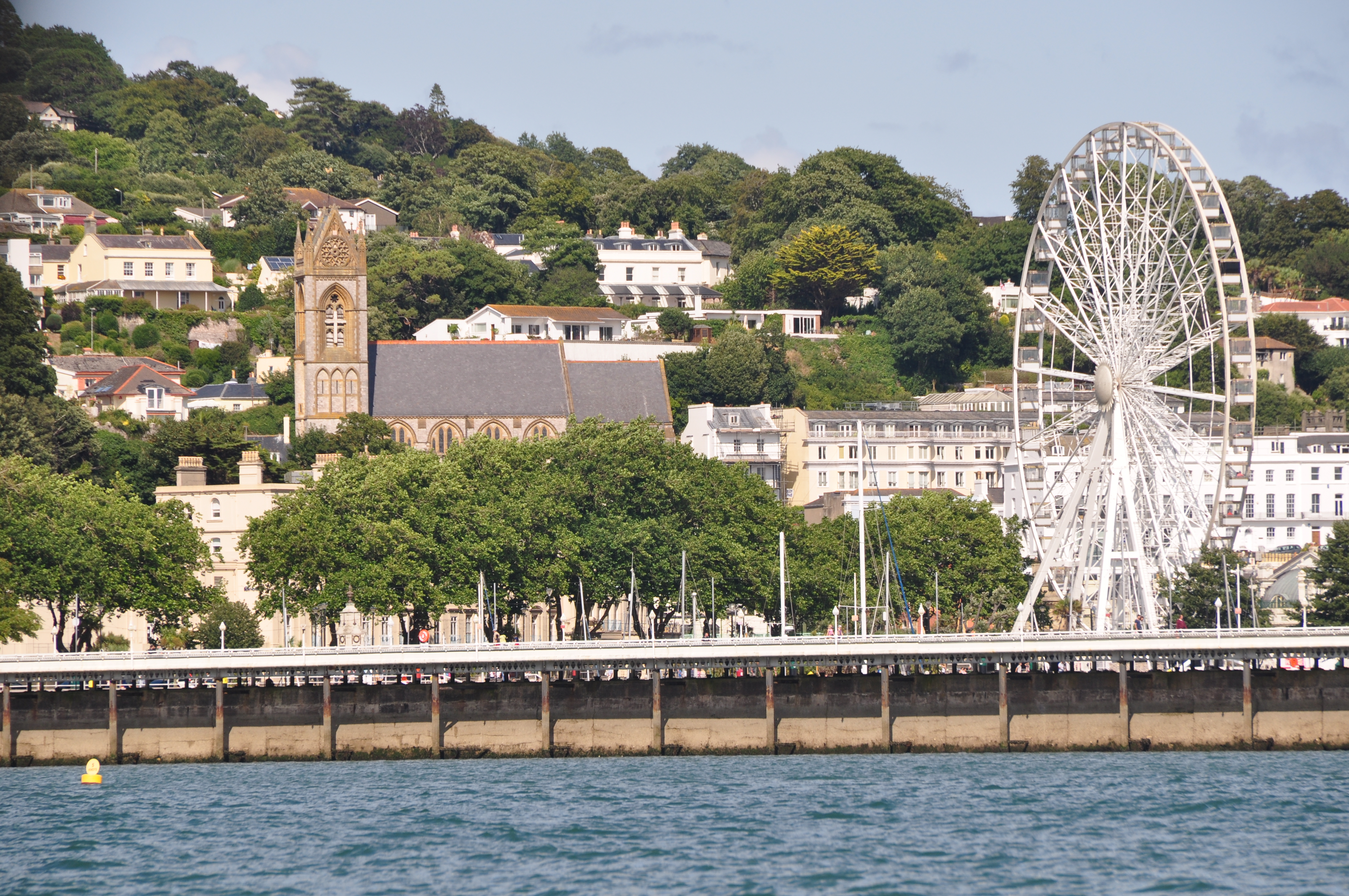
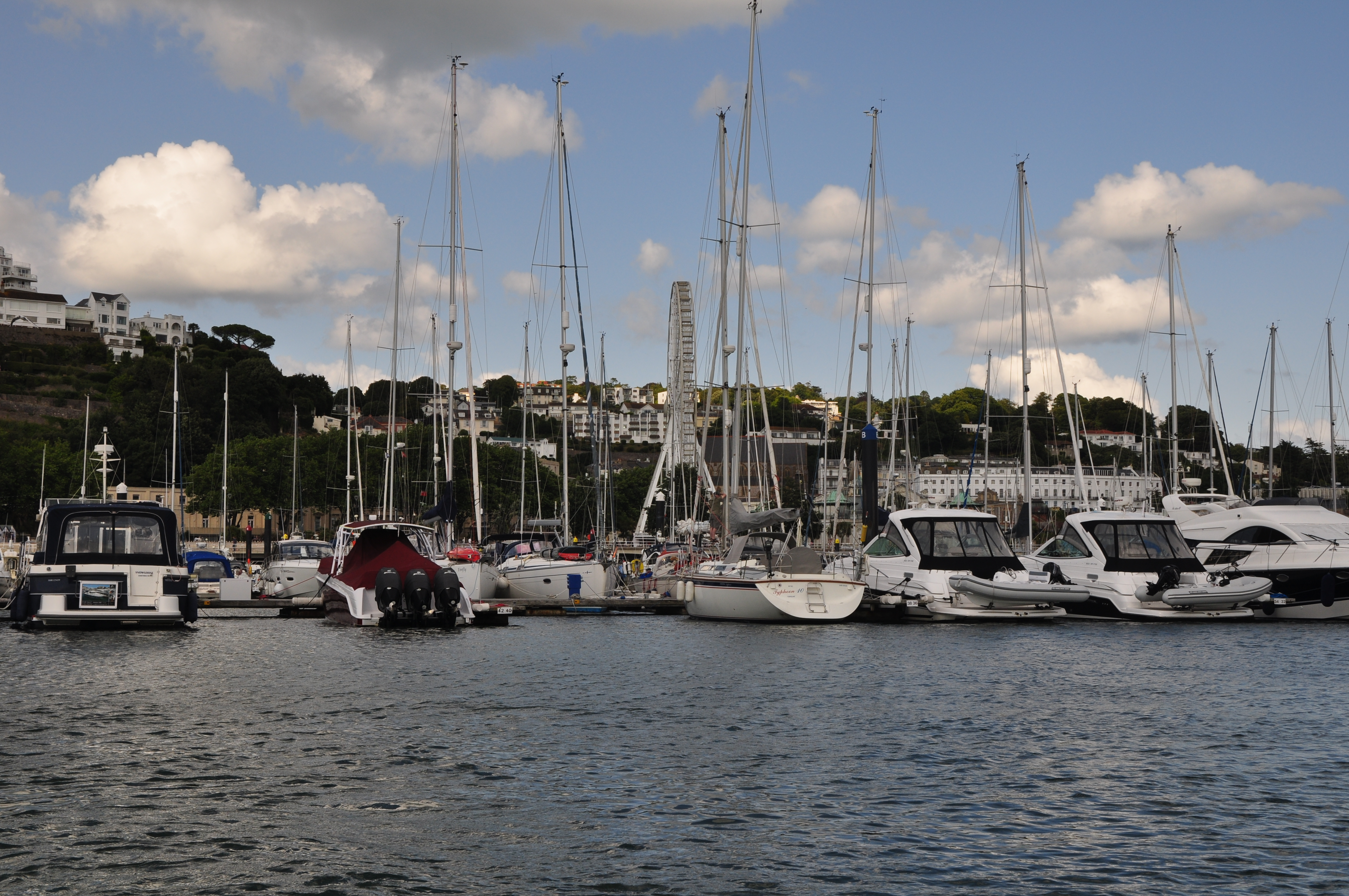
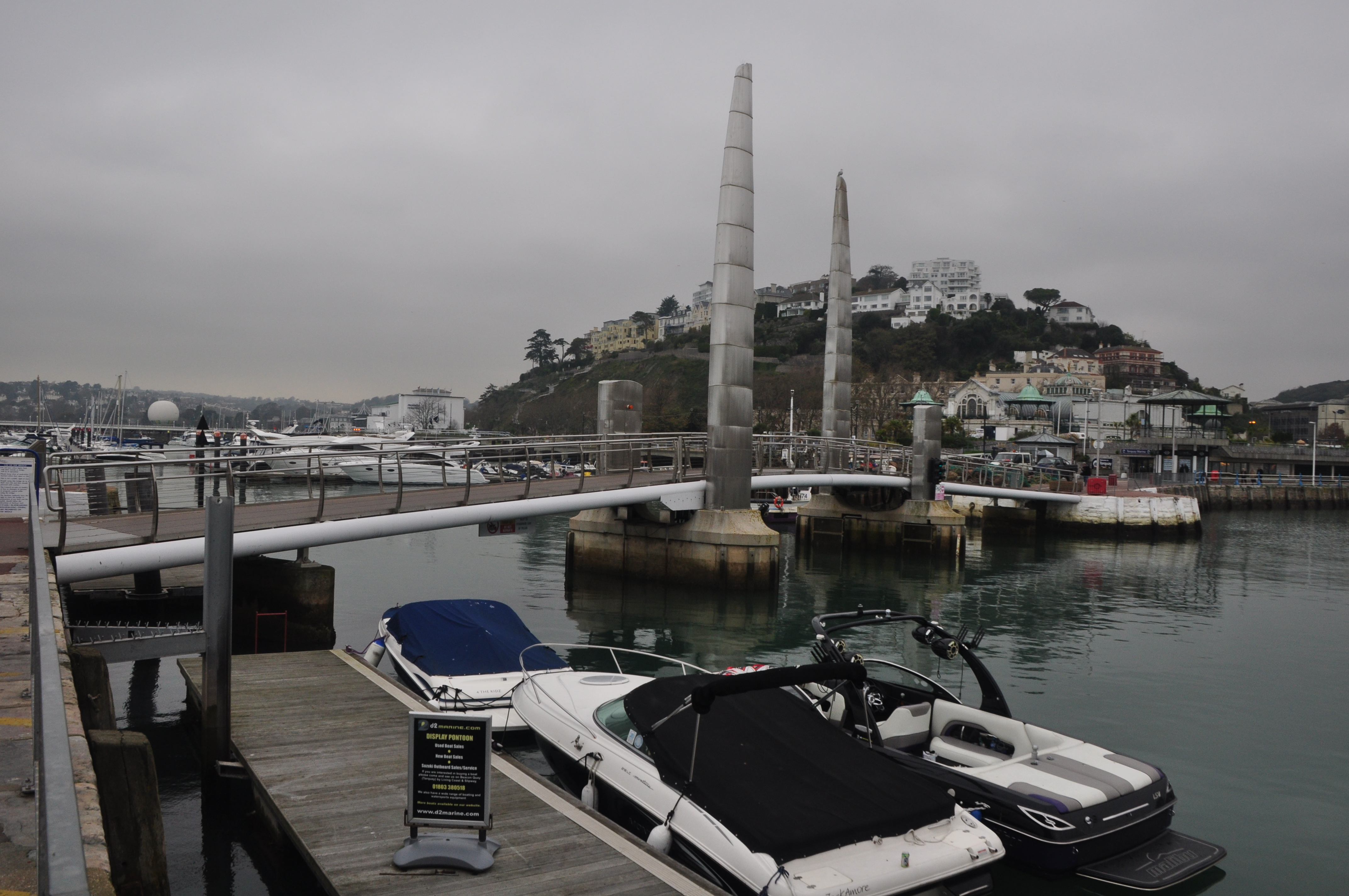
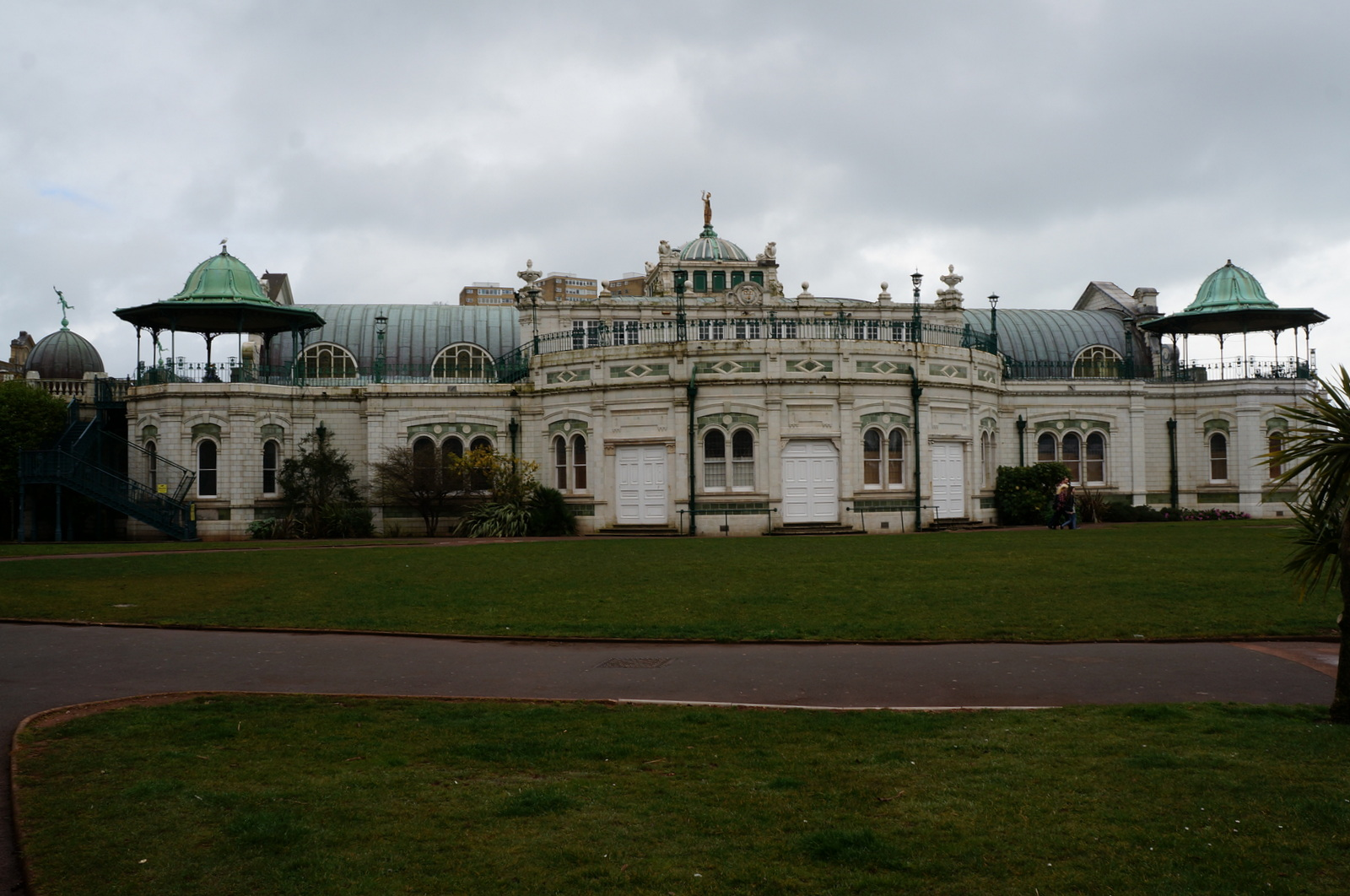
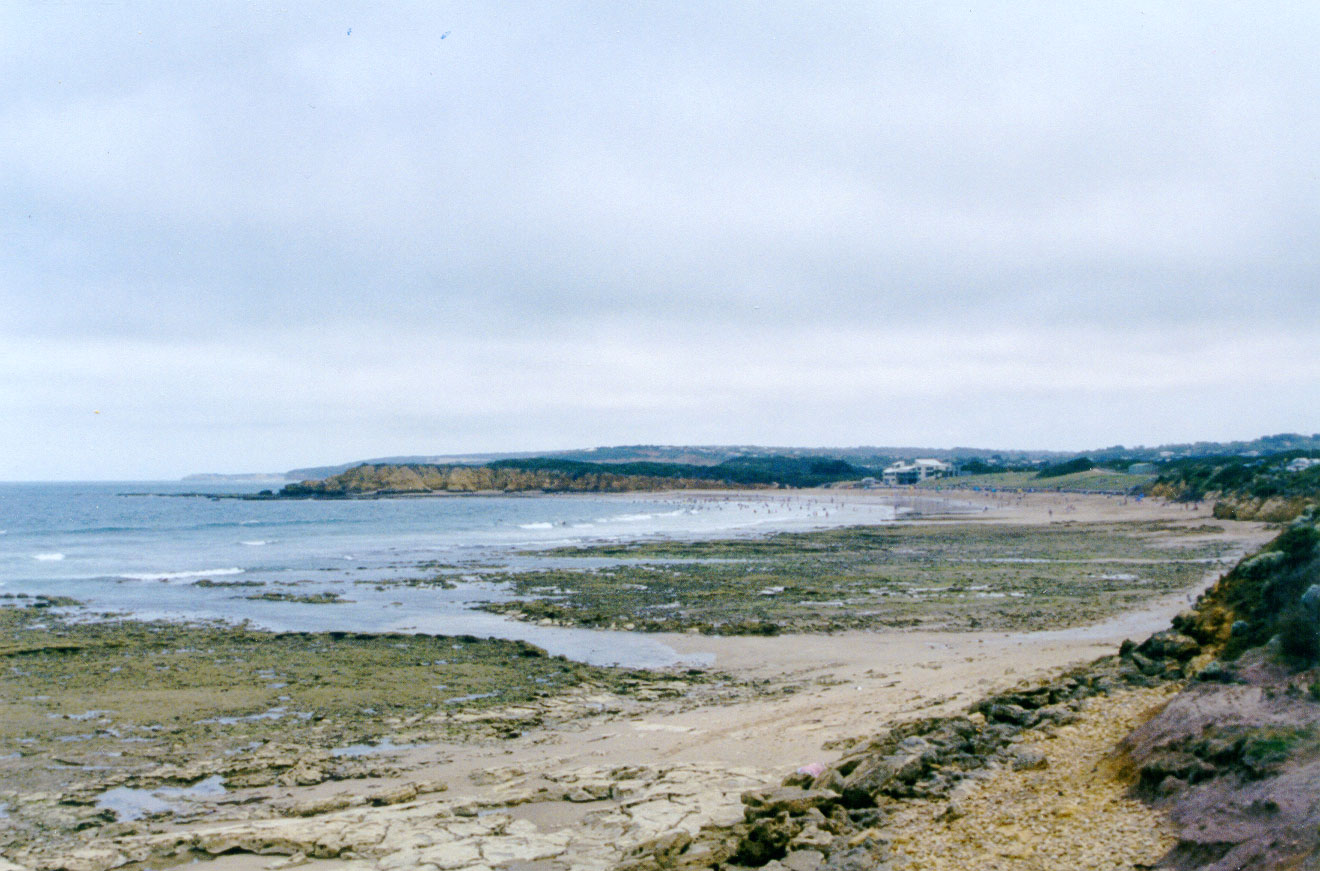